# Natação na Universíada de Verão de 1979

## Quadro de medalhas
| Ordem | País                   | Medalha de ouro | Medalha de prata | Medalha de bronze |    |
| ----- | ---------------------- | --------------- | ---------------- | ----------------- | -- |
| 1     | USA Estados Unidos     | 14              | 11               | 11                | 36 |
| 2     | URS União Soviética    | 3               | 8                | 4                 | 15 |
| 3     | ROM Romênia            | 2               |                  |                   | 2  |
| 4     | NED Países Baixos      | 1               | 2                | 3                 | 6  |
| 4     | BRA Brasil             | 1               | 2                |                   | 3  |
| 5     | TCH Checoslováquia     | 1               |                  | 2                 | 3  |
| 6     | AUS Austrália          | 1               |                  | 1                 | 2  |
| 7     | CAN Canadá             | 1               |                  | 1                 | 2  |
| 8     | ITA Itália             | 1               |                  | 1                 | 2  |
| 9     | FRG Alemanha Ocidental |                 | 1                | 1                 | 2  |
| 10    | GBR Grã-Bretanha       |                 | 1                |                   | 1  |
| 11    | POL Polônia            |                 |                  | 1                 | 1  |